# 1946

## Esdeveniments
Països Catalans
- 5 de febrer, Girona: Neix l'Institut d'Estudis Gironins, encara amb el nom castellanitzat.[1]
- 6 de febrer, Granollers: es funda l'Editorial Alpina, especialitzada en cartografia i guies de muntanya d'utilitat pràctica i divulgativa.[2]
- 7 de febrer, Barcelona: el règim franquista, amb el pretext de l'explosió d'un petard a la Universitat de Barcelona, emprèn una dura repressió contra els estudiants catalanistes.[3]
- Castellterçol: es funda l'Esbart Rosa d'Abril.[4]
- Barcelona: es funda l'Esbart Folklòric d'Horta.[5]
- Barcelona: es funda l'Esbart Montserratí Martinenc.[6]

Resta del món
- 31 de maig, Skopje, Iugoslàvia: Es funda l'Arxiu Nacional de la República de Macedònia del Nord.
- 6 de juny: l'NBA és fundada amb el nom de Basketball Association of America (BAA).
- 1 d'agost: Vaga del cotó de Mont-real.
- 12 de desembre: la 50a Sessió plenària de les Nacions Unides Recomana que el Govern feixista de Franco d'Espanya, calcat dels de Hitler i Mussolini sigui exclòs com a membre de les Nacions Unides i la retirada immediata dels ambaixadors a Madrid, fins que es constitueixi un nou Govern acceptable.[7]
- 14 de desembre: L'Organització Internacional del Treball es va adherir a les Nacions Unides, sent el primer organisme especialitzat de les Nacions Unides.
- 15 de desembre: Tailàndia, esdevé membre de l'ONU.[8]
- Es publica la novel·la juvenil The Little White Horse.

### Premis Nobel
| Camp                  | Guardonats                                                          |
| --------------------- | ------------------------------------------------------------------- |
| Física                | - Percy Williams Bridgman                                           |
| Química               | - James B. Sumner - John Howard Northrop - Wendell Meredith Stanley |
| Medicina o Fisiologia | - Hermann Joseph Muller                                             |
| Literatura            | - Herman Hesse                                                      |
| Pau                   | - Emily Greene Balch - John Mott                                    |

## Naixements
Països Catalans
- 31 de gener - Barcelona: Maria Eugenia Ibáñez Calle, periodista catalana.[9]
- 3 de febrer - Barcelona: Xesco Boix, músic, animador i cantant català de folk i de cançó infantil.
- 10 de febrer - Sabadell: Isabel Castañé i López, nedadora catalana, primera nedadora olímpica espanyola als Jocs de Roma.[10]
- 19 de març - Barcelona: Bigas Luna, director i guionista cinematogràfic català (m. 2013).[11]
- 6 d'abril - Terrassa, Vallès Occidental: Montserrat Alavedra i Comas, soprano catalana. (m. 1991).
- 17 d'abril - Sants: Àngel Casas i Mas, periodista, crític musical i presentador de televisió català (m. 2022).
- 21 d'abril - Montuïri, Mallorca. Llorenç Capellà i Fornés, escriptor mallorquí.
- 11 de maig - Barcelona: Lita Torelló, cantant catalana, de la dècada de 1960.[12]
- 19 de maig - Vilanova i la Geltrú, el Garraf: Pere Tàpias, cantautor, gastrònom i locutor de ràdio català (m. 2017).[13]
- 10 de juny - Campos, Mallorca: Damià Huguet Roig, poeta i editor mallorquí.
- 11 de juny - Barcelona: Maria Remei Hofmann i Roldós –Mey Hofmann– cuinera catalana, pionera de l'hostaleria catalana (m. 2016).[14]
- 13 de juny - Barcelona: Montserrat Roig, escriptora catalana (m. 1991).[15]
- 15 de juny - Sabadell: Josep-Ramon Bach i Núñez, escriptor català (m. 2020).
- 26 de juny - Torrelles de Foix: Francesc Pardo i Artigas, sacerdot catòlic català, bisbe de Girona (m. 2022).
- 12 de juliol - Calellaː Josep M. Terricabras i Nogueras, filòsof i polític català (m. 2024).
- 21 de juliol - Barcelona: Anna Freixas Farré, doctora en Psicologia que ha centrat la seva investigació en dones i gènere.[16]
- 25 de juliol - Barcelona: Susana Solano Rodríguez, escultora catalana.[17]
- 5 d'agost - Barcelona: Xavier Trias i Vidal de Llobatera, conseller del govern de Catalunya i alcalde de Barcelona.
- 21 d'agost - Lloret de Mar: Fermí Reixach, actor de teatre, cinema i televisió català (m. 2024).[18]
- 10 de setembre - Girona: Josep Casadevall, advocat andorrà i president de la secció tercera del Tribunal Europeu de Drets Humans.
- 16 de setembre - Alcoi: Camilo Sesto, cantant valencià.
- 19 de setembre - Josep Montràs i Rovira, alcalde de Moià (1983 -2011).
- 18 d'octubre - Alfafar: Mercé Viana Martínez, escriptora i pedagoga valenciana.[19]
- 4 de desembre - Manacor, Illes Balears: Maria Antònia Oliver, escriptora mallorquina.[20]
- 5 de desembre - Barcelona: Josep Carreras, tenor català.
- 24 de desembre - Barcelona: Antonia Santiago, més coneguda com La Chana, és una ballarina de flamenc catalana.[21]
- 26 de desembre - Barcelona: Pere Esteve, polític català (m. 2005).
- 30 de desembre- sa Pobla, Mallorca: Miquel López Crespí, escriptor i historiador mallorquí.
- Carlet, Ribera Alta: Carmen Nogués Lacuesta, pintora, gravadora i poetessa valenciana (m. 2006).[22]

Resta del món
- 4 de gener, Łódź, Polònia: Lisa Appignanesi, escriptora, presidenta del PEN anglès, figura influent del món cultural britànic.[23]
- 5 de gener, Highland Park, Califòrnia, EUA: Diane Keaton, actriu estatunidenca.
- 7 de gener, Krotoszyn: Agnieszka Duczmal, directora d'orquestra polonesa, fundadora de l'Orquestra Amadeus de Poznań.[24]
- 16 de gener, Rovigo, Véneto: Katia Ricciarelli, soprano d'òpera italiana.[25]
- 19 de gener, Sevierville, Tennessee, EUA: Dolly Parton, actriu i cantant estatunidenca.[26]
- 20 de gener:
  - Étampes, Essone (França): Jean-Louis Martinoty, musicòleg, escriptor, periodista i director d'escena francès (m. 2016).
  - Missoula: David Lynch, director de cinema estatunidenc (m. 2025).
- 24 de gener, Còrdova, Andalusia: Rafael Orozco Flores, pianista andalús (m. 1996).
- 8 de febrer, Maribor, Eslovènia: Berta Bojetu, poeta, escriptora i actriu eslovena (m. 1997).[27]
- 15 de febrer, Aix-les-Bains, Savoia, França: Matthieu Ricard, doctor en genètica cel·lular, monjo budista tibetà, autor, traductor i fotògraf.
- 20 de febrer, 
  - Moscou, URSS: Vladímir Martínov, compositor rus de música d'orquestra, de cambra i coral.
  - Ramsgate, Kent: Brenda Blethyn, actriu britànica.[28]
- 22 de febrer, Sevilla, Andalusia: Cristina Alberdi, política i advocada andalusa que fou Ministra d'Assumptes Socials.[29]
- 26 de febrer, Damanhur (Egipte): Ahmed Hassan Zewail, químic nord-americà d'origen egipci, Premi Nobel de Química de l'any 1999.
- 12 de març, Los Angeles, Califòrnia, Estats Units: Liza May Minnelli, actriu i cantant estatunidenca.[30]
- 14 de març, Heemstede, Països Baixos: Maria Gertrudis "Mieke" Bal, historiadora de l'art i feminista holandesa.[31]
- 16 de març, Regne Unit: Mary Kaldor, acadèmica britànica, catedràtica i economista.[32]
- 17 de març, Múnic, RFA: Georges Jean Franz Köhler, biòleg alemany guardonat amb el Premi Nobel de Medicina o Fisiologia de l'any 1984.
- 29 de març, Detroit, Michigan (EUA): Robert James Shiller, economista nord-americà, Premi Nobel d'Economia de l'any 2013.
- 3 d'abril, 
  - Pleszew, Polònia: Hanna Suchocka, política polonesa, ha estat Ministra de Justícia i Primera Ministra de Polònia.[33]
  - Madrid: Marisa Paredes, actriu espanyola de teatre i televisió amb una extensa trajectòria a Espanya, Itàlia i França (m. 2024).[34]
- 20 d'abril, Eisenach, Alemanya: Sabine Bergmann-Pohl, política democratacristiana, l'última a ocupar el càrrec de cap d'estat de la RDA.[35]
- 21 d'abril, París (França): Patrick Rambaud, escriptor francès, Premi Goncourt 1997.[36]
- 22 d'abril, San Miguel de Tucumán: Olga Paterlini, arquitecta argentina, professora universitària, gestora i investigadora.[37]
- 25 d'abril, Lake Success, Nova York: Talia Rose Coppola, coneguda com a Talia Shire, actriu estatunidenca.[38]
- 9 de maig, Barcelona: Josefina Cambra i Giné, biòloga i política catalana, ha estat diputada al Parlament de Catalunya.[39]
- 22 de maig, 
  - Belfast, Irlanda del Nord: George Best, futbolista nord-irlandès (m. 2005).[40]
  - Kozmodemyansk, Rússia: Liudmila Juravliova, astrònoma soviètica i ucraïnesa, descobridora de més de 200 asterioides.[41]
- 4 de juny, Indiana: Suzanne Ciani, compositora, pianista i productora nord-americana d'origen italià, pionera en la música electrònica.[42]
- 11 de juny, Roma: Biancamaria Frabotta, poeta, crítica literària, periodista, docent universitària italiana.[43]
- 12 de juny, París: Catherine Bréchignac, física atòmica, secretària perpètua de l'Acadèmia de les Ciències francesa.[44]
- 13 de juny, 
  - Sevilla: Cristina Hoyos, balladora flamenca, coreògrafa i actriu espanyola.[45]
  - Raton, Nou Mèxic (EUA): Paul L. Modrich, bioquímic estatunidenc, Premi Nobel de Química de l'any 2015.[46]
- 14 de juny: 
  - Nova York, (EUA): Donald Trump, president estatunidenc.[47]
  - Kabul, Afganistan: Ahmad Zahir, cantant. Va revolucionar la música afganesa barrejant la guitarra elèctrica i la bateria amb els instruments tradicionals.
- 15 de juny, Alexandria, Egipte: Demis Rusos, cantant i baixista grec (m. 2015).[48]
- 17 de juny, Belfort (França): Gérard Grisey, compositor francès de música contemporània (m. 1998).[49]
- 18 de juny:
  - Santo Amaro, Brasil: Maria Bethânia, una de les més consagrades intèrprets de la música popular brasilera.[50]
  - San Canzian d'Isonzo, Itàlia: Fabio Capello, exjugador i entrenador de futbol italià.[51]
- 1 de juliol, Ciutat de Panamà, Panamà: Mireya Moscoso, primera dona a exercir la Presidència de la República de Panamà.[52]
- 2 de juliol, Nova York (EUA): Richard Axel, metge nord-americà, Premi Nobel de Medicina o Fisiologia de l'any 2004.[53]
- 5 de juliol, Amsterdam: Manja Croiset, poetessa i escriptora neerlandesa.[54]

- 6 de juliol:
  - New Haven, Connecticut, EUA: George W. Bush, 43è president dels Estats Units.
  - Melbourne, Victòria (Austràlia): Peter Singer, filòsof utilitarista australià.
  - Nova York, EUA: Sylvester Stallone, actor de cinema|actor estatunidenc.
- 15 de juliol, Tucson: Linda Ronstadt, cantant nord-americana de rock, country, òpera lleugera i música llatina.[55]
- 22 de juliol, Avinyó (Vaucluse): Mireille Mathieu, cantant francesa.[56]
- 25 de juliol, Santiago de Cuba: Rita Marley, cantant jamaicana de reggae.[57]
- 2 d'agost, Tbilisi, llavors Geòrgia: Liana Issakadze, violinista georgiana, directora d'orquestra i musicòloga.[58]
- 7 d'agost, Roanoke, Virginia (EUA): John C. Mather, astrofísic nord-americà, Premi Nobel de Física de l'any 2006.[59]
- 8 d'agost, Chicago: Candy Dawson Boyd, escriptora, activista i professora afroamericana estatunidenca.[60]
- 10 d'agost, Malatya, Turquia: Emine Sevgi Özdamar, escriptora, actriu i directora de teatre turcoalemanya.[61]
- 11 d'agost, St. Louis, Missouri: Marilyn vos Savant, escriptora estatunidenca, la persona amb coeficient d'intel·ligència més alt del món.[62]
- 15 d'agost, Dinajpur: Khaleda Zia, política de Bangladesh que ha estat Primera ministra del país.[63]
- 16 d'agost, Quilacollo, Bolíviaː Julieta Montaño Salvatierra, activista, autora i advocada boliviana. Premi Dona Coratge 2015.[64]
- 19 d'agost, Hope, Arkansas, Estats Units: William Jefferson Clinton, conegut amb el nom de Bill Clinton, és un advocat i polític nord-americà, el 42è president dels Estats Units entre 1993 i 2001 pel Partit Demòcrata.[65]
- 29 d'agost, Pàdua: Lucia Valentini Terrani, mezzosoprano italiana que s'especialitzà en els papers de Rossini (m. 1998).[66]
- 1 de setembre, Douglas (illa de Man), Regne Unit: Barry Gibb, cantant, compositor i productor musical anglès, membre dels Bee Gees (m. 2012).[67]
- 5 de setembre, Stone Town, Zanzíbar: Freddie Mercury, cantant i compositor britànic, component de Queen (m. 1991).[68]
- 8 de setembre, Savur, Mardin (Turquia): Aziz Sancar, bioquímic i biòleg turc, Premi Nobel de Química de l'any 2015.
- 10 de setembre, Villeneuve-le-Roi, França: Michèle Alliot-Marie, política francesa que fou ministra d'Afers Exteriors de França.[69]
- 12 de setembre, París: Denise Boyer, filòloga i traductora francesa, especialista en llengua i literatura catalanes.[70]
- 20 de setembre, Los Angeles: Judy Baca, artista i activista chicana.[71]
- 24 de setembre, Santiago de Xile: María Teresa Ruiz González, astrònoma xilena, presidenta de l'Acadèmia Xilena de Ciències.[72]
- 26 de setembre, Culiacán: Amparo Ochoa, cantant mexicana (m. 1994).
- 4 d'octubre, Nova York, Estats Units: Susan Sarandon, actriu i productora.[73]
- 14 d'octubre, Salt Lake City, Utah (EUA): John Craig Venter, biòleg i home de negocis estatunidenc, conegut pel projecte del Genoma Humà.[74]
- 20 d'octubre, Mürzzuschlag, Âustria: Elfriede Jelinek, escriptora i dramaturga austríaca, Premi Nobel de Literatura de 2004.[75]
- 29 d'octubre, Budapest: Ihász Gábor, cantant i compositor hongarès
- 1 de novembre, Jinjiang (Xina): Zhang Gaoli (en xinès: 张高丽), polític xinès, es el primer dels quatre viceprimers Ministres del govern de la Xina (2017).[76]
- 6 de novembre:
  - Lima: Luis Bedoya de Vivanco, advocat i polític peruà.
  - Pasadena, Califòrnia, Estats Units: Sally Field, actriu, productora de cinema, realitzadora i guionista estatunidenca.[77]
- 8 de novembre, Varsseveld, Països Baixos: Guus Hiddink, jugador i entrenador de futbol neerlandès.
- 29 de novembre, San Antonio de los Baños, Cuba: Silvio Rodríguez, cantant i compositor de cançons cubà.
- 30 de novembre, Belgrad, Sèrbia: Marina Abramović, artista sèrbia de performance.[78]
- 8 de desembre, Guadalupe, São Tomé i Príncipe: Olinda Beja, poeta, escriptora i narradora en llengua portuguesa.[79]
- 14 de desembre, 
  - Londres, (Regne Unit): Jane Birkin, model, cantant, actriu i directora de cinema.[80]
  - Egeln, RDA: Ruth Fuchs, atleta alemanya especialista en llançament de javelina i guanyadora de dues medalles olímpiques.[81]
- 18 de desembre, Cincinnati, Ohio, EUA: Steven Spielberg, director, guionista i productor de cinema estatunidenc.[11]
- 21 de desembre, Inglewood, Califòrnia (EUA): Carl Wilson, cantant, guitarrista i compositor nord-americà, membre cofundador dels Beach Boys (m. 1998).[82]
- 23 de desembre, Bratislava, Eslovàquia: Edita Gruberová, cantant d'òpera eslovaca.[83]
- 30 de desembre, Chicago, Illinois (EUA): Patti Smith, cantant i poetessa estatunidenca.[84]
- Paul Torday, escriptor britànic, autor de la sàtira política La pesca del salmó al Iemen.
- El Caire: Radwa Ashur, escriptora
- Eupen: Freddy Derwahl, escriptor, poeta i periodista catòlica.

## Necrològiques
Països Catalans
- 28 de gener - Barcelona: Lluïsa Denís i Reverter, autora teatral, compositora i pintora catalana (n. 1862).[85]
- 21 de març - Sabadell: Josep Masllovet i Sanmiquel, músic i compositor català.
- 17 d'abril - València: Gustau Pascual Falcó, músic i compositor valencià, autor del pasdoble Paquito el Chocolatero (n. 1909).
- 8 de juny - València: Amelia Cuñat i Monleón, dibuixant, ceramista i col·leccionista de ceràmica valenciana (n. 1878).[86]
- 8 d'agost - Ziburu, França: Maria Barrientos i Llopis, soprano catalana (n. 1884).[87]
- 5 d'octubre - Altea, Marina Baixa: Francesc Martínez i Martínez, historiador valencià (n. 1866).
- 30 de desembre - Agullanaː Lídia de Cadaqués, peixatera i hostalera de Cadaqués, mitificada per artistes com d'Ors o Dalí (n. 1866).[88]

Resta del món
- 23 de gener - Saltsjöbaden, Suècia: Helene Schjerfbeck, pintora finlandesa, l'artista més important de Finlàndia (n. 1862).[89]
- 23 de març - París (França): Francisco Largo Caballero sindicalista i polític marxista espanyol, històric dirigent del Partit Socialista Obrer Espanyoli de la Unió General de Treballadors. (n. 1869).[90]

- 21 d'abril - Sussex, Anglaterra: John Maynard Keynes, economista britànic (n. 1883).[90]
- 22 de maig - Belfast, Irlanda: George Best, futbolista nord-irlandès (m. 2005).
- 26 de maig, Tòquio: Tamaki Miura, soprano japonesa, intèrpret de Madama Butterfly.[91]
- 4 de juny: Keishiro Matsui, polític i diplomàtic japonès.
- 6 de juny - Agnetendorf, Alemanya: Gerhart Hauptmann, escriptor alemany, Premi Nobel de Literatura de l'any 1912 (n. 1862).[92]
- 15 de juny - San Antonio, USA: Jovita Idar, periodista, activista, educadora, defensora dels drets civils mexicanoamericana (n.1885).[93]
- 2 de juliol - Woodland Hills, Los Angeles, Califòrnia: Mary Alden, actriu de cinema mut nord-americana (n. 1883).[94]
- 5 de juliol - París: Teresa Andrés Zamora, bibliotecària que dirigí la Secció de Biblioteques de Cultura Popular (n. 1907).[95]
- 27 de juliol - Neuilly-sur-Seine, França: Gertrude Stein, escriptora estatunidenca.[96]
- 13 d'agost - Londres: H. G. Wells, escriptor anglès.
- 26 d'agost - Los Angeles, Califòrnia: Jeanie MacPherson, actriu i després guionista estatunidenca (n. 1887).[97]
- 5 d'octubre - Argyll and Bute, Escòcia: Grace Frankland, microbiòloga i bacteriòloga anglesa (n. 1858).[98]
- 15 d'octubre - Nuremberg, Alemanya: Hermann Göring, militar i polític nazi alemany (n. 1893).[99]
- 28 d'octubre - Lieja: Eugénie-Emilie Juliette Folville, compositora, pianista, violinista i directora d'orquestra belga (n. 1870).[100]
- 14 de novembre - Alta Gracia, Argentina: Manuel de Falla, compositor espanyol.[101]
- 13 de desembre - Alacant, Espanya: María Espinosa de los Monteros, activista, feminista i política.[102]